# 8485 Сатору
8485 Сатору (8485 Satoru) — астероїд головного поясу, відкритий 29 березня 1989 року.
Тіссеранів параметр щодо Юпітера — 3,307.
Названо на честь Сатору (яп. さとる(慧) сатору).